# Volta a Castella i Lleó 2019
La Volta a Castella i Lleó 2019, 34a edició de la Volta a Castella i Lleó, es disputà entre el 25 i el 27 d'abril de 2019, sobre un total de 503,1 km, repartits entre tres etapes. La cursa formà part del calendari de l'UCI Europa Tour 2019, amb una categoria 2.1.
El vencedor final fou l'italià Davide Cimolai (Israel Cycling Academy), vencedor de les dues primeres etapes. El seu company d'equip Guillaume Boivin i Jérôme Cousin (Total Direct Énergie) completaren el podi.

## Equips
Divuit equips van prendre part en aquesta edició de la Volta a Castella i Lleó: 1 World Tour, vuit equips continentals professionals i nou equips continentals.
| WorldTeam- Movistar Team Equips continentals professionals (8)- Israel Cycling Academy - Caja Rural-Seguros RGA - Burgos-BH - Euskadi Basque Country-Murias - Manzana Postobón - Delko-Marseille Provence - W52-FC Porto - Total Direct Énergie Equips continentals (9)- Fundación Euskadi - Kometa - Matrix Powertag - Efapel - Sporting-Tavira - Miranda-Mortágua - Ludofoods Louletano Aviludo - Vito-Feirense-BlackJack - Lokosphinx |
| |

## Etapes
| Etapa    | Data      | Ciutats d'etapa               | type                    | Distància (km) | Vencedor de l'etapa | Líder de la general |
| -------- | --------- | ----------------------------- | ----------------------- | -------------- | ------------------- | ------------------- |
| 1a etapa | 25 de abr | Belorado – Castrojeriz        | etapa de mitja muntanya | 181            | Davide Cimolai      | Davide Cimolai      |
| 2a etapa | 26 de abr | Frómista – Villada            | etapa accidentada       | 170,3          | Davide Cimolai      | Davide Cimolai      |
| 3a etapa | 27 de abr | Lleó – Villafranca del Bierzo | etapa de mitja muntanya | 151,8          | Enrique Sanz Unzué  | Davide Cimolai      |

### Etapa 1
| \| Classificació de l'etapa \| Classificació de l'etapa \| Classificació de l'etapa \| Classificació de l'etapa \| Classificació de l'etapa \| \| Corredor \| Corredor \| Equip \| Temps \| \| \| ------------------------ \| ------------------------ \| ----------------------------- \| ------------------------ \| ------------------------ \| \| 1r \| Davide Cimolai \| Israel Cycling Academy \| 5h 00' 08" \| \| \| 2n \| Enrique Sanz Unzué \| Euskadi Basque Country-Murias \| + 0" \| \| \| 3r \| Jérôme Cousin \| Total Direct Énergie \| + 0" \| \| \| 4t \| Jonathan Lastra Martínez \| Caja Rural-Seguros RGA \| + 0" \| \| \| 5è \| Carlos Barbero Cuesta \| Movistar Team \| + 0" \| \| \| 6è \| Nélson Oliveira \| Movistar Team \| + 1" \| \| \| 7è \| Héctor Sáez Benito \| Euskadi Basque Country-Murias \| + 1" \| \| \| 8è \| Guillaume Boivin \| Israel Cycling Academy \| + 1" \| \| \| 9è \| Eduard Prades i Reverter \| Movistar Team \| + 4" \| \| \| 10è \| Daniele Bennati \| Movistar Team \| + 4" \| \| |                          |                               |            |
| |                          |                               |            |
| Font: ProCyclingStats |                          |                               |            |
| Classificació de l'etapa |                          |                               |            |
| Corredor | Corredor                 | Equip                         | Temps      |
| 1r | Davide Cimolai           | Israel Cycling Academy        | 5h 00' 08" |
| 2n | Enrique Sanz Unzué       | Euskadi Basque Country-Murias | + 0"       |
| 3r | Jérôme Cousin            | Total Direct Énergie          | + 0"       |
| 4t | Jonathan Lastra Martínez | Caja Rural-Seguros RGA        | + 0"       |
| 5è | Carlos Barbero Cuesta    | Movistar Team                 | + 0"       |
| 6è | Nélson Oliveira          | Movistar Team                 | + 1"       |
| 7è | Héctor Sáez Benito       | Euskadi Basque Country-Murias | + 1"       |
| 8è | Guillaume Boivin         | Israel Cycling Academy        | + 1"       |
| 9è | Eduard Prades i Reverter | Movistar Team                 | + 4"       |
| 10è | Daniele Bennati          | Movistar Team                 | + 4"       |

| \| Classificació general \| Classificació general \| Classificació general \| Classificació general \| Classificació general \| \| Corredor \| Corredor \| Equip \| Temps \| \| \| --------------------- \| ------------------------ \| ----------------------------- \| --------------------- \| --------------------- \| \| 1r \| Davide Cimolai \| Israel Cycling Academy \| 4h 59' 58" \| \| \| 2n \| Enrique Sanz Unzué \| Euskadi Basque Country-Murias \| + 4" \| \| \| 3r \| Jérôme Cousin \| Total Direct Énergie \| + 6" \| \| \| 4t \| Jonathan Lastra Martínez \| Caja Rural-Seguros RGA \| + 10" \| \| \| 5è \| Nélson Oliveira \| Movistar Team \| + 11" \| \| \| 6è \| Héctor Sáez Benito \| Euskadi Basque Country-Murias \| + 11" \| \| \| 7è \| Guillaume Boivin \| Israel Cycling Academy \| + 11" \| \| \| 8è \| Daniele Bennati \| Movistar Team \| + 12" \| \| \| 9è \| Eduard Prades i Reverter \| Movistar Team \| + 13" \| \| \| 10è \| Carlos Barbero Cuesta \| Movistar Team \| + 37" \| \| |                          |                               |            |
| |                          |                               |            |
| Font: ProCyclingStats |                          |                               |            |
| Classificació general |                          |                               |            |
| Corredor | Corredor                 | Equip                         | Temps      |
| 1r | Davide Cimolai           | Israel Cycling Academy        | 4h 59' 58" |
| 2n | Enrique Sanz Unzué       | Euskadi Basque Country-Murias | + 4"       |
| 3r | Jérôme Cousin            | Total Direct Énergie          | + 6"       |
| 4t | Jonathan Lastra Martínez | Caja Rural-Seguros RGA        | + 10"      |
| 5è | Nélson Oliveira          | Movistar Team                 | + 11"      |
| 6è | Héctor Sáez Benito       | Euskadi Basque Country-Murias | + 11"      |
| 7è | Guillaume Boivin         | Israel Cycling Academy        | + 11"      |
| 8è | Daniele Bennati          | Movistar Team                 | + 12"      |
| 9è | Eduard Prades i Reverter | Movistar Team                 | + 13"      |
| 10è | Carlos Barbero Cuesta    | Movistar Team                 | + 37"      |

### Etapa 2
| \| Classificació de l'etapa \| Classificació de l'etapa \| Classificació de l'etapa \| Classificació de l'etapa \| Classificació de l'etapa \| \| Corredor \| Corredor \| Equip \| Temps \| \| \| ------------------------ \| ------------------------ \| ----------------------------- \| ------------------------ \| ------------------------ \| \| 1r \| Davide Cimolai \| Israel Cycling Academy \| 4h 08' 13" \| \| \| 2n \| Daniele Bennati \| Movistar Team \| + 0" \| \| \| 3r \| Guillaume Boivin \| Israel Cycling Academy \| + 0" \| \| \| 4t \| Stefano Oldani \| Kometa \| + 0" \| \| \| 5è \| Nélson Oliveira \| Movistar Team \| + 0" \| \| \| 6è \| Diego Rubio Hernández \| Burgos-BH \| + 0" \| \| \| 7è \| Héctor Sáez Benito \| Euskadi Basque Country-Murias \| + 0" \| \| \| 8è \| Jonathan Lastra Martínez \| Caja Rural-Seguros RGA \| + 0" \| \| \| 9è \| Mihkel Räim \| Israel Cycling Academy \| + 25" \| \| \| 10è \| Jordan Parra \| Manzana Postobón \| + 37" \| \| |                          |                               |            |
| |                          |                               |            |
| Font: ProCyclingStats |                          |                               |            |
| Classificació de l'etapa |                          |                               |            |
| Corredor | Corredor                 | Equip                         | Temps      |
| 1r | Davide Cimolai           | Israel Cycling Academy        | 4h 08' 13" |
| 2n | Daniele Bennati          | Movistar Team                 | + 0"       |
| 3r | Guillaume Boivin         | Israel Cycling Academy        | + 0"       |
| 4t | Stefano Oldani           | Kometa                        | + 0"       |
| 5è | Nélson Oliveira          | Movistar Team                 | + 0"       |
| 6è | Diego Rubio Hernández    | Burgos-BH                     | + 0"       |
| 7è | Héctor Sáez Benito       | Euskadi Basque Country-Murias | + 0"       |
| 8è | Jonathan Lastra Martínez | Caja Rural-Seguros RGA        | + 0"       |
| 9è | Mihkel Räim              | Israel Cycling Academy        | + 25"      |
| 10è | Jordan Parra             | Manzana Postobón              | + 37"      |

| \| Classificació general \| Classificació general \| Classificació general \| Classificació general \| Classificació general \| \| Corredor \| Corredor \| Equip \| Temps \| \| \| --------------------- \| ------------------------ \| ----------------------------- \| --------------------- \| --------------------- \| \| 1r \| Davide Cimolai \| Israel Cycling Academy \| 9h 08' 01" \| \| \| 2n \| Guillaume Boivin \| Israel Cycling Academy \| + 15" \| \| \| 3r \| Jérôme Cousin \| Total Direct Énergie \| + 16" \| \| \| 4t \| Daniele Bennati \| Movistar Team \| + 18" \| \| \| 5è \| Jonathan Lastra Martínez \| Caja Rural-Seguros RGA \| + 20" \| \| \| 6è \| Nélson Oliveira \| Movistar Team \| + 21" \| \| \| 7è \| Héctor Sáez Benito \| Euskadi Basque Country-Murias \| + 21" \| \| \| 8è \| Enrique Sanz Unzué \| Euskadi Basque Country-Murias \| + 1' 08" \| \| \| 9è \| Carlos Barbero Cuesta \| Movistar Team \| + 1' 11" \| \| \| 10è \| Eduard Prades i Reverter \| Movistar Team \| + 1' 17" \| \| |                          |                               |            |
| |                          |                               |            |
| Font: ProCyclingStats |                          |                               |            |
| Classificació general |                          |                               |            |
| Corredor | Corredor                 | Equip                         | Temps      |
| 1r | Davide Cimolai           | Israel Cycling Academy        | 9h 08' 01" |
| 2n | Guillaume Boivin         | Israel Cycling Academy        | + 15"      |
| 3r | Jérôme Cousin            | Total Direct Énergie          | + 16"      |
| 4t | Daniele Bennati          | Movistar Team                 | + 18"      |
| 5è | Jonathan Lastra Martínez | Caja Rural-Seguros RGA        | + 20"      |
| 6è | Nélson Oliveira          | Movistar Team                 | + 21"      |
| 7è | Héctor Sáez Benito       | Euskadi Basque Country-Murias | + 21"      |
| 8è | Enrique Sanz Unzué       | Euskadi Basque Country-Murias | + 1' 08"   |
| 9è | Carlos Barbero Cuesta    | Movistar Team                 | + 1' 11"   |
| 10è | Eduard Prades i Reverter | Movistar Team                 | + 1' 17"   |

### Etapa 3
| \| Classificació de l'etapa \| Classificació de l'etapa \| Classificació de l'etapa \| Classificació de l'etapa \| Classificació de l'etapa \| \| Corredor \| Corredor \| Equip \| Temps \| \| \| ------------------------ \| ------------------------ \| ----------------------------- \| ------------------------ \| ------------------------ \| \| 1r \| Enrique Sanz Unzué \| Euskadi Basque Country-Murias \| 3h 54' 17" \| \| \| 2n \| João Matias \| Vito-Feirense-Pnb \| + 0" \| \| \| 3r \| Jordan Parra \| Manzana Postobón \| + 0" \| \| \| 4t \| Jon Aberasturi Izaga \| Caja Rural-Seguros RGA \| + 0" \| \| \| 5è \| Stefano Oldani \| Kometa \| + 0" \| \| \| 6è \| Óscar Pelegrí \| Vito-Feirense-Pnb \| + 0" \| \| \| 7è \| Jesús Ezquerra \| Burgos-BH \| + 0" \| \| \| 8è \| Davide Cimolai \| Israel Cycling Academy \| + 0" \| \| \| 9è \| Nélson Oliveira \| Movistar Team \| + 0" \| \| \| 10è \| Mario González Salas \| Euskadi Basque Country-Murias \| + 0" \| \| |                      |                               |            |
| |                      |                               |            |
| Font: ProCyclingStats |                      |                               |            |
| Classificació de l'etapa |                      |                               |            |
| Corredor | Corredor             | Equip                         | Temps      |
| 1r | Enrique Sanz Unzué   | Euskadi Basque Country-Murias | 3h 54' 17" |
| 2n | João Matias          | Vito-Feirense-Pnb             | + 0"       |
| 3r | Jordan Parra         | Manzana Postobón              | + 0"       |
| 4t | Jon Aberasturi Izaga | Caja Rural-Seguros RGA        | + 0"       |
| 5è | Stefano Oldani       | Kometa                        | + 0"       |
| 6è | Óscar Pelegrí        | Vito-Feirense-Pnb             | + 0"       |
| 7è | Jesús Ezquerra       | Burgos-BH                     | + 0"       |
| 8è | Davide Cimolai       | Israel Cycling Academy        | + 0"       |
| 9è | Nélson Oliveira      | Movistar Team                 | + 0"       |
| 10è | Mario González Salas | Euskadi Basque Country-Murias | + 0"       |

## Classificació final
| \| Classificació general \| Classificació general \| Classificació general \| Classificació general \| Classificació general \| \| Corredor \| Corredor \| Equip \| Temps \| \| \| --------------------- \| ------------------------ \| ----------------------------- \| --------------------- \| --------------------- \| \| 1r \| Davide Cimolai \| Israel Cycling Academy \| 13h 02' 18" \| \| \| 2n \| Guillaume Boivin \| Israel Cycling Academy \| + 15" \| \| \| 3r \| Jérôme Cousin \| Total Direct Énergie \| + 16" \| \| \| 4t \| Daniele Bennati \| Movistar Team \| + 17" \| \| \| 5è \| Jonathan Lastra Martínez \| Caja Rural-Seguros RGA \| + 20" \| \| \| 6è \| Nélson Oliveira \| Movistar Team \| + 21" \| \| \| 7è \| Héctor Sáez Benito \| Euskadi Basque Country-Murias \| + 21" \| \| \| 8è \| Enrique Sanz Unzué \| Euskadi Basque Country-Murias \| + 56" \| \| \| 9è \| Carlos Barbero Cuesta \| Movistar Team \| + 1' 11" \| \| \| 10è \| Eduard Prades i Reverter \| Movistar Team \| + 1' 17" \| \| |                          |                               |             |
| |                          |                               |             |
| Font: ProCyclingStats |                          |                               |             |
| Classificació general |                          |                               |             |
| Corredor | Corredor                 | Equip                         | Temps       |
| 1r | Davide Cimolai           | Israel Cycling Academy        | 13h 02' 18" |
| 2n | Guillaume Boivin         | Israel Cycling Academy        | + 15"       |
| 3r | Jérôme Cousin            | Total Direct Énergie          | + 16"       |
| 4t | Daniele Bennati          | Movistar Team                 | + 17"       |
| 5è | Jonathan Lastra Martínez | Caja Rural-Seguros RGA        | + 20"       |
| 6è | Nélson Oliveira          | Movistar Team                 | + 21"       |
| 7è | Héctor Sáez Benito       | Euskadi Basque Country-Murias | + 21"       |
| 8è | Enrique Sanz Unzué       | Euskadi Basque Country-Murias | + 56"       |
| 9è | Carlos Barbero Cuesta    | Movistar Team                 | + 1' 11"    |
| 10è | Eduard Prades i Reverter | Movistar Team                 | + 1' 17"    |

## Evolcuió de les classificacions
| Etapa                  | Vencedor               | Classificació general | Classificació per punts | Classificació de la muntanya | Classificació de les metes volants | Classificació per equips |
| ---------------------- | ---------------------- | --------------------- | ----------------------- | ---------------------------- | ---------------------------------- | ------------------------ |
| 1                      | Davide Cimolai         | Davide Cimolai        | Davide Cimolai          | Bruno Silva                  | Carlos Barbero                     | Movistar                 |
| 2                      | Davide Cimolai         | Davide Cimolai        | Davide Cimolai          | Bruno Silva                  | Guillaume Boivin                   | Movistar                 |
| 3                      | Enrique Sanz           | Davide Cimolai        | Davide Cimolai          | Bruno Silva                  | Guillaume Boivin                   | Movistar                 |
| Classificacions finals | Classificacions finals | Davide Cimolai        | Davide Cimolai          | Bruno Silva                  | Guillaume Boivin                   | Team Movistar            |